# Ma'an News Agency
Ma'an News Agency (MNA; en árabe: وكالة معا الإخبارية‎) es una agencia de noticias creada en 2005 en Palestina. Es parte de la Red Ma'an, una organización no gubernamental de medios de comunicación creada en 2002 en los territorios ocupados palestinos por periodistas independientes de Cisjordania y la Franja de Gaza. Tiene acuerdos de colaboración con ocho canales de televisión locales y doce radios locales. Ma'an News Agency publica noticias 24 horas al día en árabe, hebreo e inglés, y afirma ser uno de los mayores servicios de noticias en Palestina con más de tres millones de visitas al mes. Ma'an News Agency también publica historias, análisis y artículos de opinión. La sede de la agencia está en Belén y tiene una oficina en Gaza.

## Historia
La Red Ma'an nació en Palestina en el año 2002 como una asociación entre Belén TV y una serie de organizaciones locales de medios de comunicación. La palabra Ma'an significa "juntos" en árabe. El grupo está dirigido por Raed Othman, antiguo director de Belén TV. Ma'an ha producido tres telenovelas (una de las cuales, Mazih fi Jad (Bromeando en Serio), ha sido descrita como la primera serie dramática producida en Palestina), numerosos programas de noticias y temas de actualidad y el telefilme Kafah. Los programas de Ma'an se retransmiten en diez canales de televisión terrestres independientes en Cisjordania y, en ocasiones, por el canal vía satélite Palestine TV, dirigido por Fatah.
Ma'an News Agency nació en el año 2005 con financiación de las oficinas de representación danesa y holandesa ante la Autoridad Nacional Palestina. La agencia de noticias es la sección más visible de la Red Ma'an. La red Ma'an también ha lanzado una web de comercio en línea llamada Zoco Ma'an.

### Amenazas de Hamás
En julio de 2007, cuando Hamás consiguió el poder de facto en la Franja de Gaza, Ma'an News Agency declaró que su editor jefe había recibido "amenazas directas" de Hamás en las que afirmaban que llevarían a cabo una "campaña de difamación" contra Ma'an a menos que cesasen sus críticas contra el movimiento Hamás.
El 10 de julio de 2011, un desconocido arrojó un artefacto incendiario a las puertas de las oficinas de Ma'an en la ciudad de Gaza, iniciando un pequeño incendio que fue sofocado rápidamente. El sindicato de periodistas palestinos condenó la acción como "un intento de silenciar a la prensa libre". El 25 de julio de 2013, Hamás cerró de manera temporal las oficinas de Ma'an en Gaza por "contar noticias falsas, invenciones y mentiras" en su tratamiento sobre el golpe de Estado en Egipto que derrocó a Mohamed Morsi y los Hermanos Musulmanes a manos del general Abdelfatah Al-Sisi.

## Independencia y fiabilidad
Ma'an News Agency afirma que "mantiene escrupulosamente su independencia editorial y aspira a promover el acceso a la información, la libertad de expresión, la libertad de prensa y el pluralismo entre los medios de comunicación de Palestina." La Red Ma'an se fundó con el objetivo de crear una fuente informativa libre del control de las distintas facciones palestinas, a diferencia de las grandes cadenas como Al-Aqsa TV, de Hamás, y Palestine TV, de Fatah. En una entrevista con el experto en medios de comunicación Matt Sienkiewicz, el anterior director financiero de Ma'an, Wisam Kutom afirmó que había advertido a los potenciales espónsores de la red: "la televisión palestina es una televisión de facciones; ahora mismo, nosotros (los palestinos) no podemos contar las historias que queremos contar, sólo las historias que las facciones nos permiten. No hay televisión independiente".[cita requerida]
Numerosos medios de comunicación israelíes e internacionales suelen usar a Ma'an News Agency como fuente de información fiable para asuntos relacionados con Palestina. Es el caso de los diarios israelíes Haaretz, The Jerusalem Post, Yedioth Ahronoth, de los británicos The Guardian y BBC News, o del estadounidense The New York Times, entre otros.
Una ONG israelí, ONG Monitor, critica a Ma'an por repetir con cierta periodicidad "afirmaciones no verificables o inexactas" de ONGs partidistas y por un "informar de una manera subjetiva y parcial". La organización israelí Palestinian Media Watch (מבט לתקשורת פלסטינית) criticó a Ma'an por "sanear" su información en lengua inglesa mientras que, en árabe, publicaba noticias que “incluyen la ideología del odio asociada a las organizaciones terroristas que niegan a Israel el derecho de existir (y) expresan veneración por los terroristas suicidas". Además, esta organización criticó a Ma'an por "demonizar a los judíos", por publicar noticias materialmente distintas en sus versiones inglesa y árabe, y por negar el Holocausto.
Según The New York Times, durante el incremento de la violencia entre palestinos e israelíes en 2015, Ma'an informó equivocadamente de que un joven atacante con un cuchillo había sido "asesinado" por la policía israelí, cuando en realidad había sido solamente herido y lo habían llevado al Centro Médico Hadassah.  "En un reportaje de vídeo en el que acusaba a Israel de falsificar pruebas de otros intentos de apuñalamiento, un reportero de la agencia de noticias palestina Ma'an describió el vídeo como la prueba de un “asesinato” y afirmó en su narración que el vídeo mostraba a un chico tumbado en el suelo cuando “un soldado de ocupación israelí le disparaba en la cabeza,” cosa que no sucedía, sino que fue su primo, al que acompañaba, que fue abatido a tiros. De ahí la posible confusión."

## Financiación
La financiación de la Red Ma'an proviene de los ingresos por publicidad y de donantes extranjeros.

## Popularidad
Ma'an News Agency se describe a sí misma como "la principal fuente de noticias independientes de Palestina" y "la primera fuente de noticias palestinas independientes en internet". Según una encuesta de 2007, el 95,6% de los palestinos con acceso de internet "visitan frecuentemente" su página web. A fecha de diciembre de 2013, Ma'an News Agency es la cuarta página web con más visitantes de Palestina.

## Reality shows
En 2013, Ma'an TV (el canal vía satélite de la Red Ma'an) retransmitió el exitoso reality show "El Presidente", en colaboración con Search for Common Ground (Búsqueda de un Lugar Común). Descrito como "una mezcla entre American Idol y El Aprendiz", la audiencia votaba a través de SMS para elegir entre los jóvenes concursantes que competían en parodias de ruedas de prensa, campañas políticas y debates.